# Candes-Saint-Martin
Candes-Saint-Martin è un comune francese di 229 abitanti (nel 2013) situato nel dipartimento dell'Indre e Loira nella regione del Centro-Valle della Loira.
Situato alla confluenza tra la Loira e la Vienne, la località deve il suo nome e gran parte della sua storia a san Martino di Tours, che qui morì l'8 novembre 397.
Si trova alla frontiera con il dipartimento del Maine e Loira e ai confini di tre diocesi medievali.

## Storia

### Simboli
Lo stemma è stato adottato nel 1985.

## Società

### Evoluzione demografica
Abitanti censiti